# Domenico Caldara
Domenico Caldara (Foggia, 2 maggio 1814 – Napoli, 14 dicembre 1897) è stato un pittore italiano.
Fu l'ultimo pittore di corte dei Borbone.

## Biografia
Domenico Caldara nacque a Foggia il 2 maggio 1814 da Benedetto e Maria Michela Tonti, commercianti originari della Terra di Bari. Ben presto rimase orfano di entrambi i genitori.
Venne aiutato nel proseguire gli studi da un nobile locale, il conte Varo che, vista la sua attitudine al disegno, gli permise di andare a studiare presso l'Accademia Reale di Belle Arti di Napoli. Fu allievo di Costanzo Angelini.
Dipinse il soffitto del salone principale del Palazzo Siniscalco-Ceci, a Foggia, con affreschi raffiguranti Apollo con le Muse sul Parnaso.
Con l'opera La sfida tra Apollo e Marsia nel 1844 vinse il concorso per il pensionato artistico di Roma. Rimase nell'Urbe, dove frequentava la Scuola di Filippo Marsigli.
Nel 1848 tornò a Napoli, dove aprì una bottega d'arte e diventò ufficialmente pittore della Corte borbonica.
Tra le sue opere, una Visione di Cristo da Santa Teresa per la regina Maria Teresa, Gloria di San Vincenzo Ferreri per cattedrale di Gaeta e un San Ferdinando di Castiglia, per la cappella Reale, su incarico di Re Ferdinando II.
Nel 1854 fu nominato professore all'Accademia di Napoli.
Nel 1859 la regina Maria Teresa commissionò a Caldara un ritratto, a grandezza naturale, del volto del re Ferdinando sul suo letto di morte, nel Palazzo Reale di Caserta.
Con la caduta della dinastia borbonica, si eclissò anche la stella di Caldara che continuò comunque a dipingere numerosi dipinti di soggetto sacro e a fare ritratti di nobiluomini foggiani e partenopei. Nel 1877 espose un dipinto intitolato Vecchierella all'Esposizione Nazionale di Venezia del 1887. Morì in povertà, a Napoli, nel 1897.
A Foggia nel 1969 è stato istituito il Premio "Domenico Caldara", vinto quell'anno dal pittore Francesco D'Amore.

## Opere
Le opere di Domenico Caldara sono esposte a Napoli, nella pinacoteca di Ferrara e nella Galleria Provinciale d'Arte Moderna di Foggia. Alla Galleria dell'Accademia si conserva un suo saggio di scuola, intitolato Testa di vecchio (olio su tela, 39,5x5 cm).